# Bongeunsa
Bongeunsa (봉은사 ()) és un temple budista coreà situat a Samseong-dong, Gangnam-gu a Seül, Corea del Sud. Va ser fundada l'any 794 durant el regnat del rei Wonseong pel preceptor estatal Yeonhoe (연회 ()), aleshores el monjo de més alt rang de Silla. El temple es deia originalment Gyeonseongsa (견성사 ()). Es troba al vessant de la muntanya Sudo, davant del centre comercial COEX.

## Història

### Dinastia Joseon
Durant la dinastia Joseon, el budisme a Corea va ser severament suprimit. Tanmateix, el temple va començar a ser conegut com Bongeunsa quan va ser reconstruït el 1498 sota el patrocini de la reina Jeonghyeon, una reina Joseon. El terme Bongeunsa significa l'acte d'honrar el rei, que aquí es pot entendre com prenent la forma de pregar per la vida eterna del rei Seongjong.
Amb el suport de la reina Munjeong, que va reviure el budisme a Corea durant un breu temps a mitjans del segle xvi, es va convertir en el temple principal de la secta del budisme coreà Seon (Chan) des del 1551 fins al 1936. El monjo Bou va ser nomenat cap del temple el 1548 per la reina Munjeong, però va ser assassinat poc després quan les faccions antibudistes van recuperar el domini a Corea cap al final del govern de la reina Munjeong. De 1552 a 1564, Bongeunsa va ser el centre de l'examen nacional budista.

### Imperi coreà fins a l'ocupació japonesa
Bongeunsa es va convertir en un dels 14 temples principals de l'Imperi coreà el 1902. Durant l'ocupació japonesa, el temple es va convertir en la seu de 80 temples budistes més petits al voltant de Seül. El 1922 i el 1929, el monjo cap Cheongho va salvar més de 700 persones de l'ofegament al riu Han, un acte que va inspirar un monument de reconeixement. Després del domini colonial, Bongeunsa es va subordinar a l'Ordre Jogye, la secta budista més gran de Corea.

### Destrucció i reconstrucció
Un incendi el 1939 va destruir la majoria dels edificis, i altres parts del temple van ser destruïdes durant la Guerra de Corea. Afortunadament, Panjeon (판전 ()), una de les poques sales que va escapar de la destrucció durant la Guerra de Corea, continua conservant les talles de fusta del Sutra de la Garland de flors creat el 1855 pel monjo Yeonggi. El temple ha sofert moltes reparacions i renovacions i ara torna a ser un complex gran i pròsper. Els esforços de reconstrucció continuen encara avui.

## Turisme
El temple és una destinació turística notable, que ofereix un programa d'estada al temple en què els visitants poden experimentar la vida d'un monjo. Els participants poden experimentar diverses tradicions vinculades amb la història del temple. Poden experimentar baru gongyang (발우 공양 ()), un àpat del temple budista amb un baru (발우 ()), que és un bol d'arròs utilitzat pels monjos.
La zona del carrer principal des del temple fins al Park Hyatt Hotel té una gran concentració de restaurants vegetarians i altres de luxe que serveixen cuina coreana amb un toc modern.

## Galeria

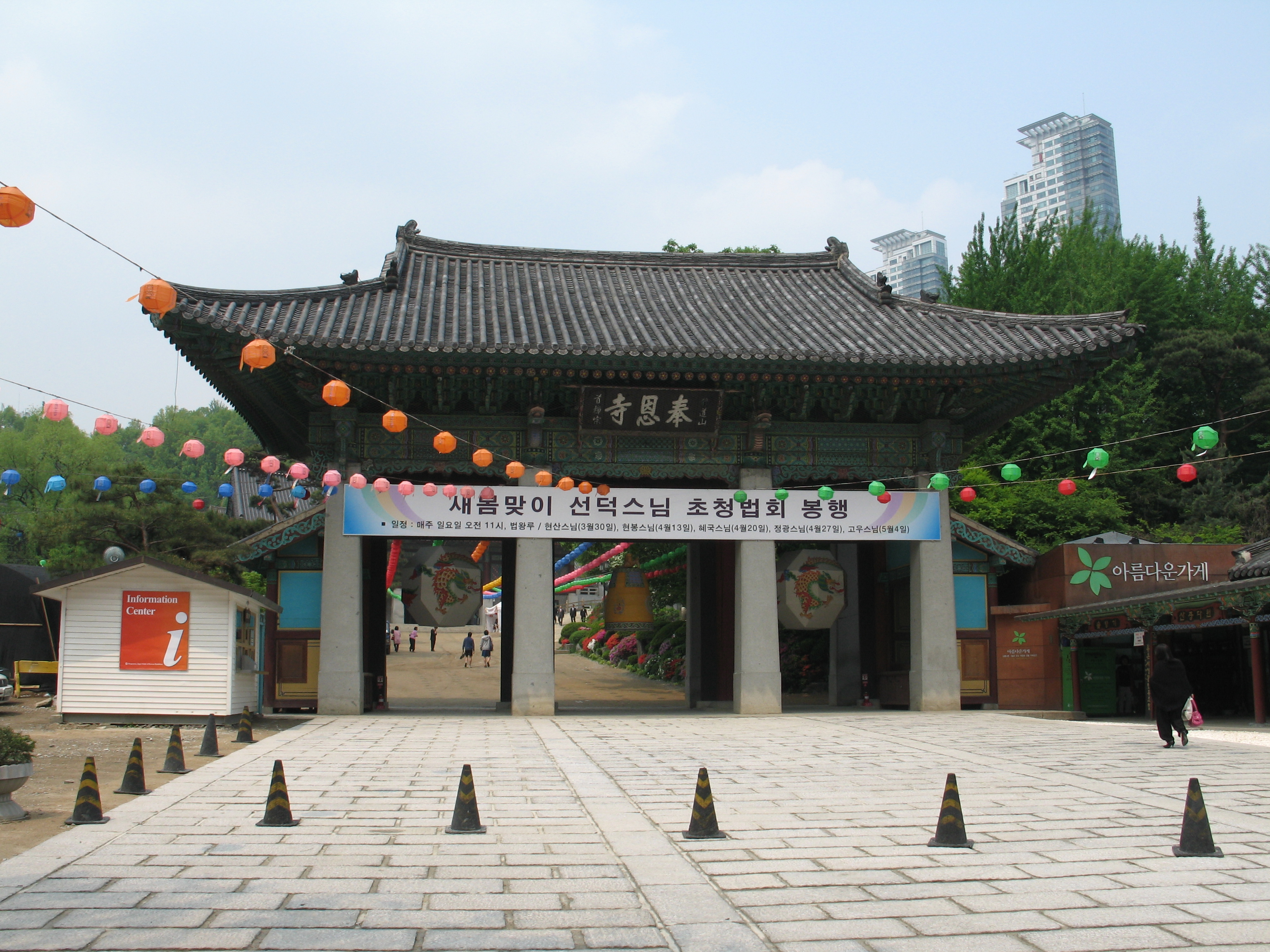
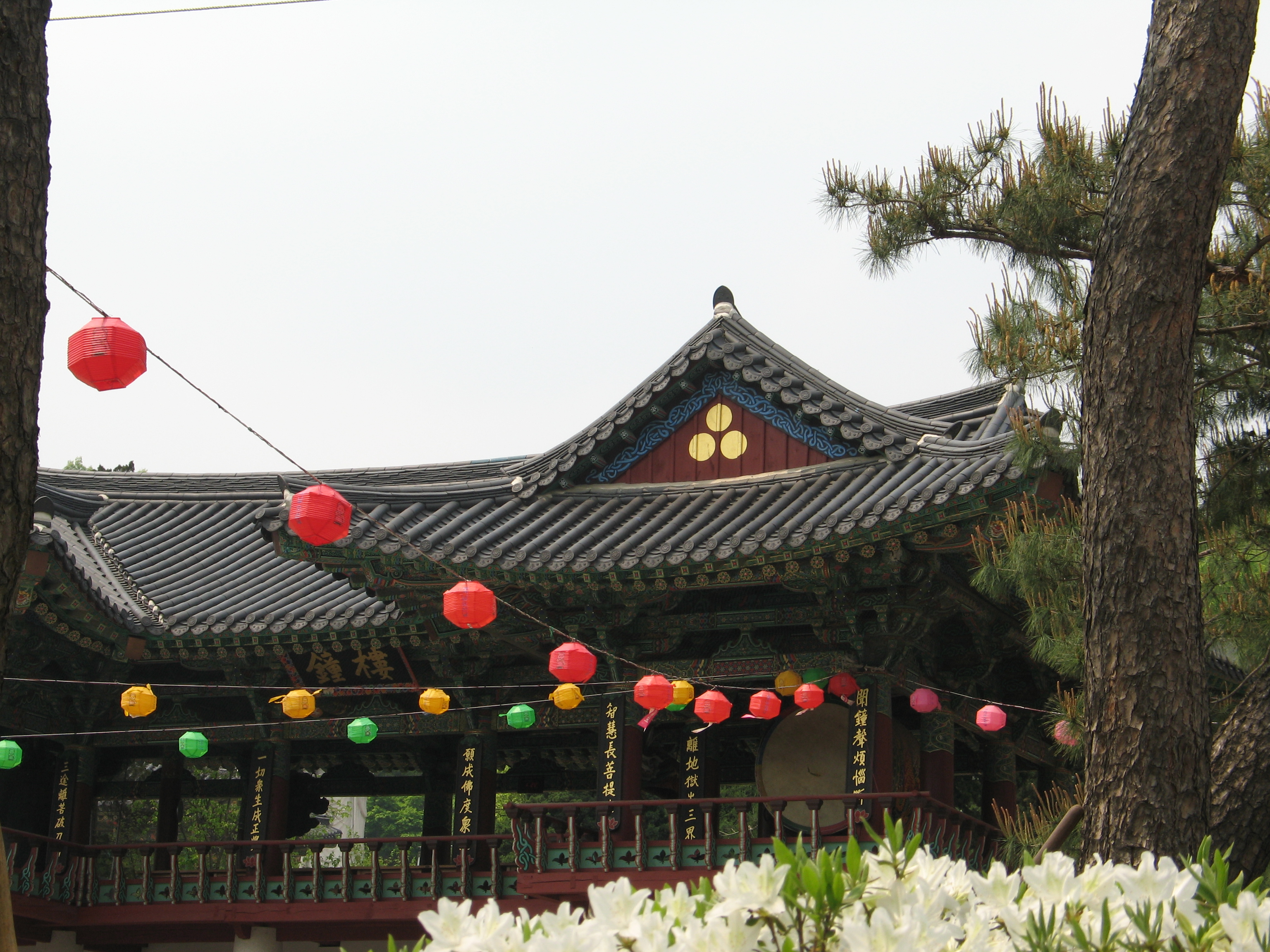
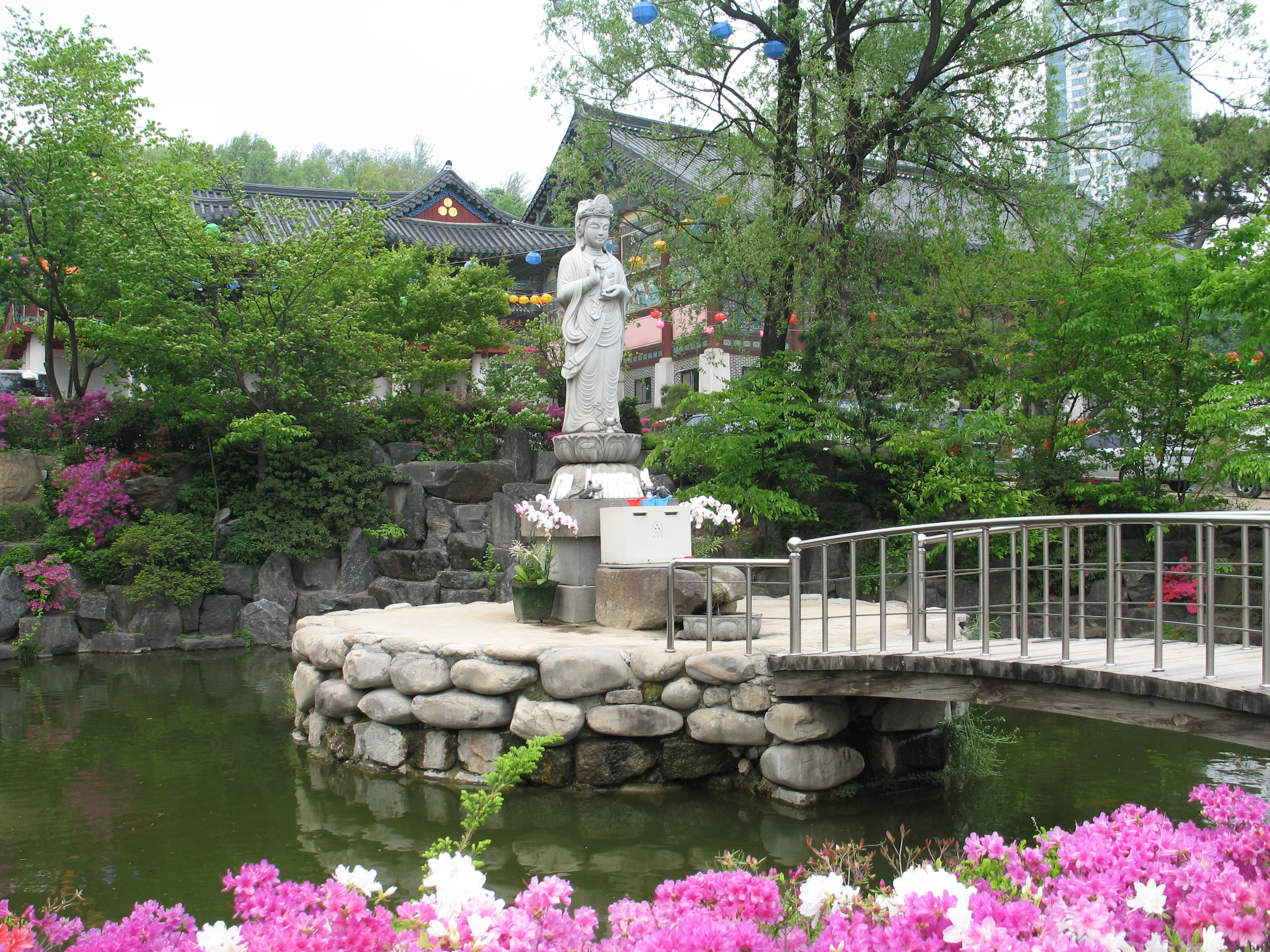
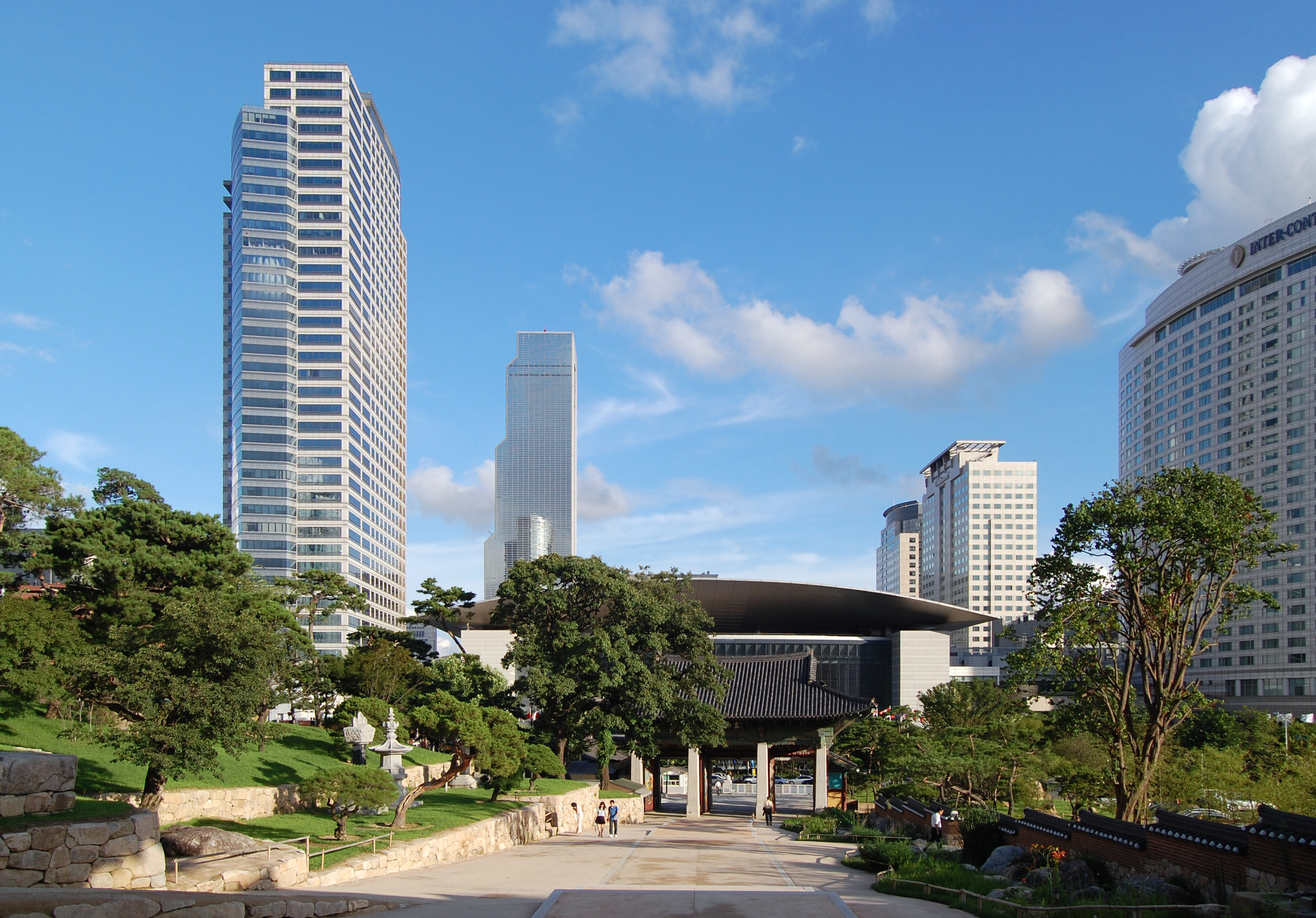
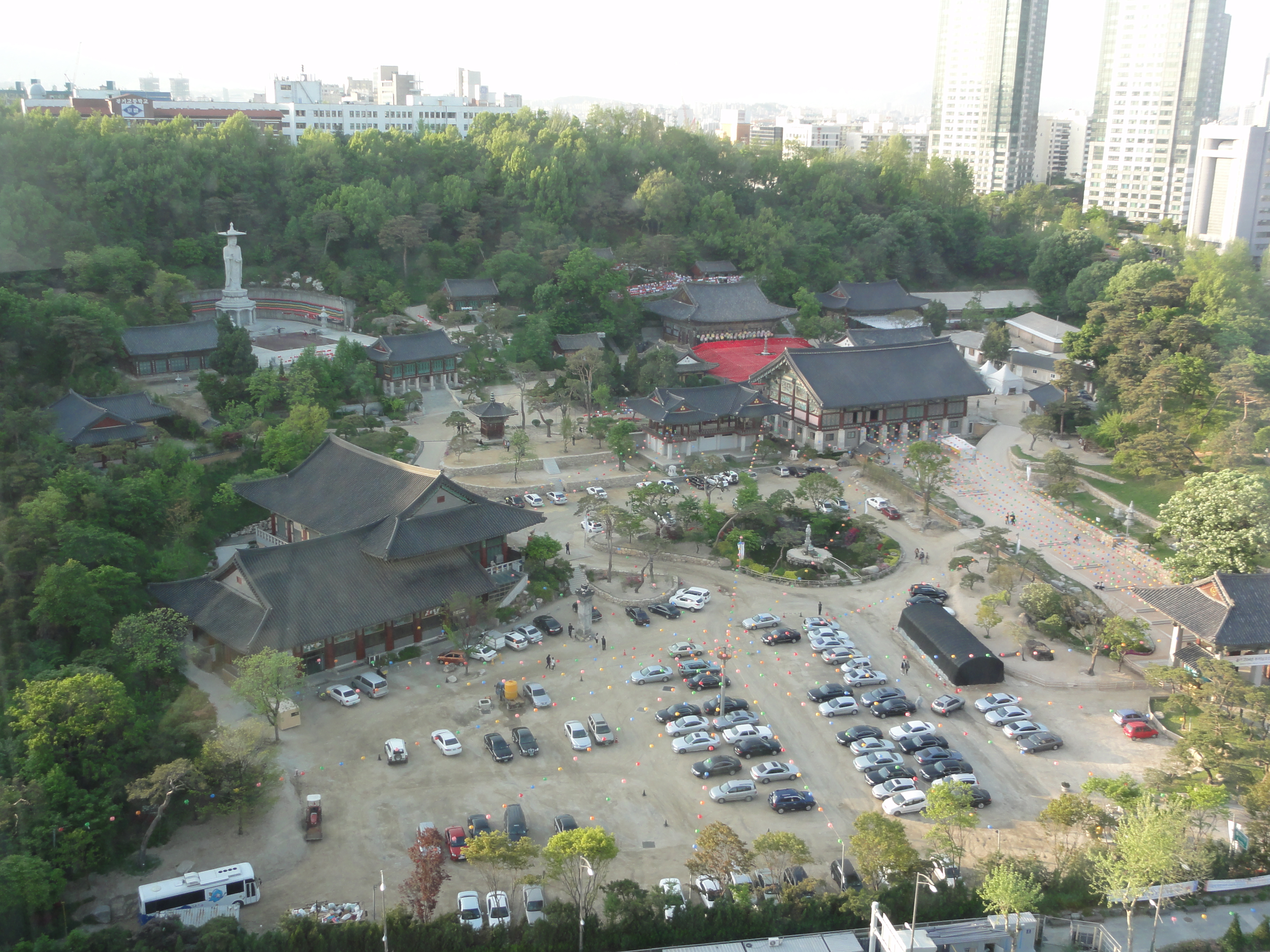
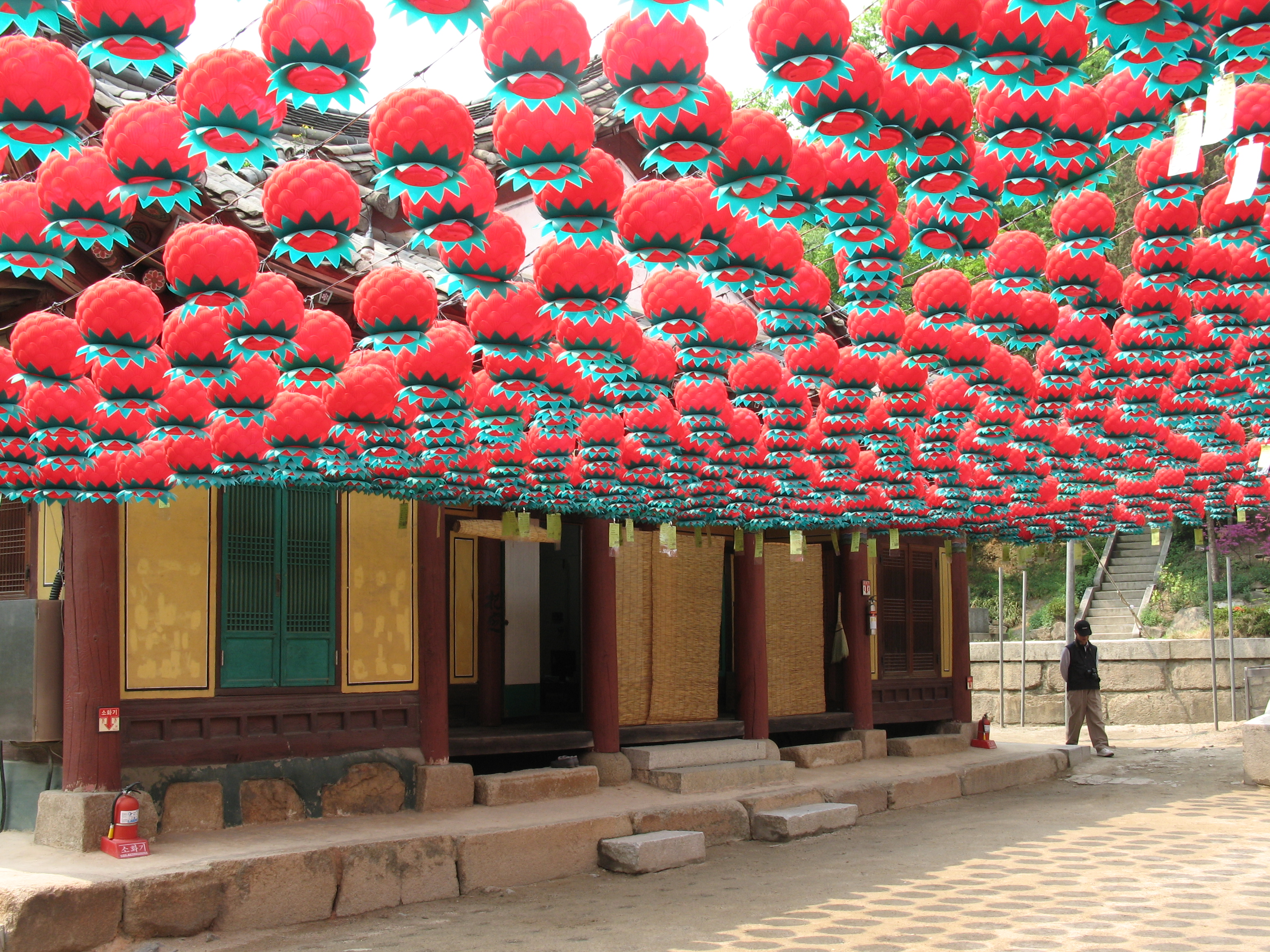
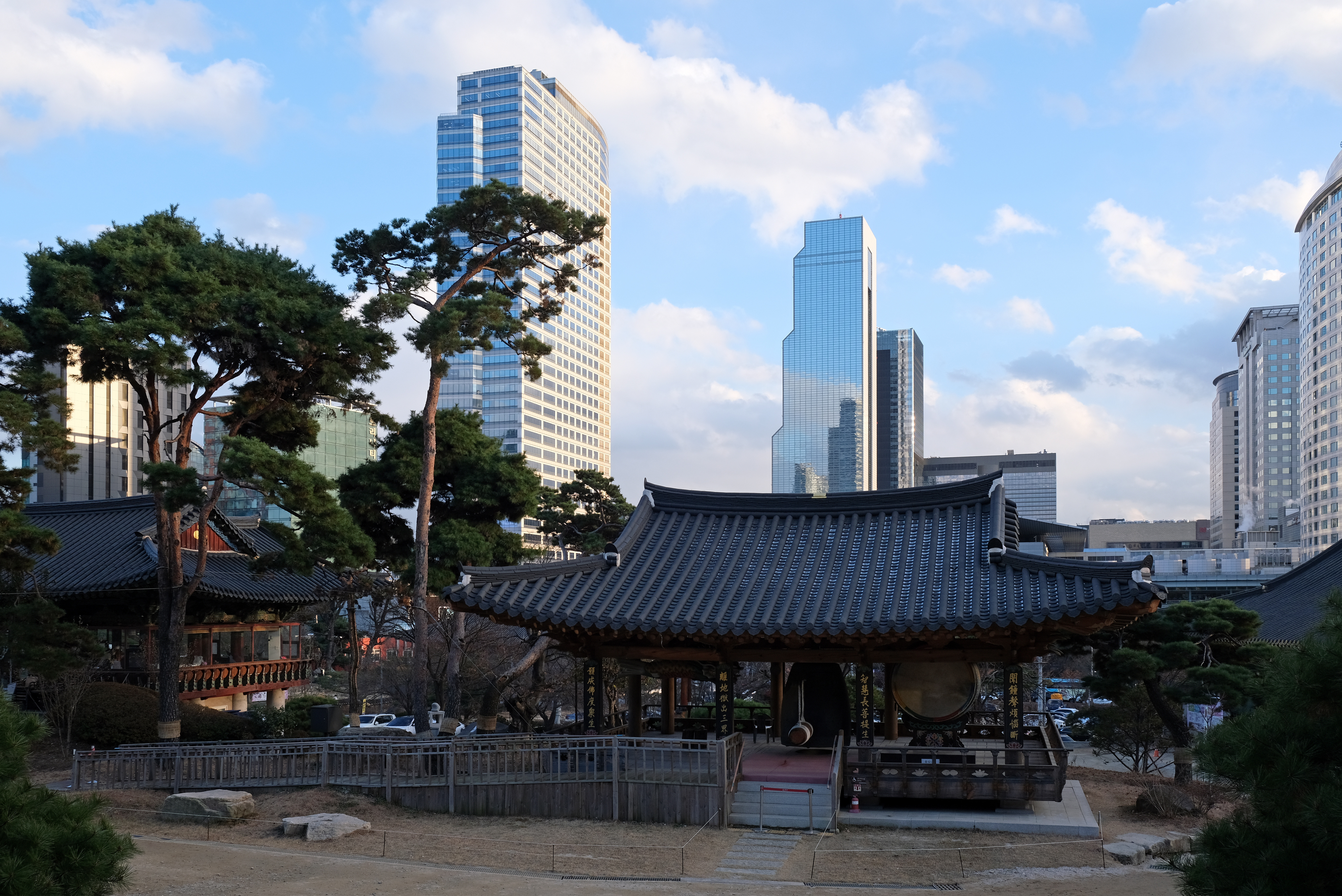